# Кидипа
Кидипа (грч. Κυδίππη) је у грчкој митологији било име неколико личности.

## Митологија
- Кидипа је била свештеница богиње Хере у Аргу, мајка Битона и Клеобиса. Једном приликом, када је Кидипа требало да учествује у свечаностима у храму богиње Хере, удаљеном десетак километра од града Арга, нису јој довели бикове који су јој вукли кола и да не би закаснила на свечаност, она је упрегла своја два сина, Битона и Клеобиса у кола и тако стигла на време у храм. Кидипа, ганута пожртвованошћу и љубављу својих синова, замолила је богињу Херу да их награди најлепшим даром којим један смртник може бити награђен. Хера је испунила молбу Кидипе и Битон и Клеобис су заспали слатким сном из кога се више никада нису пробудили. Овакав дар Хере је у потпуности одговарао мишљењу богова да је најлепши дар и највећа срећа која човека може задесити слатка и изненадна смрт у сну.[1]

- Била је кћерка Хелијевог сина Охима и нимфе Хегеторије.[2] Када је Керкаф од свог брата Охима наследио престо и постао владар Родоса, оженио се својом братаницом Кидипом (или Кирбијом) и са њом имао синове Камира, Линда и Јалиса.[3]

- Једна од Нереида, Киренина пратиља.[4]

- Кћерка племића из Атине, у коју се заљубио Аконтије, лепи младић са острва Кеоса. Када је дошао на Дел поводом годишњег фестивала у част богиње Дијане, у храму је видео Кидипу како се припрема да жртвује оно што је за ту прилику припремила и одмах се заљубио. Зато се послужио лукавством и пре него што је она положила жртву, претекао ју је, оставивши јабуку на којој је писало да се заклиње да ће се удати за Аконтија. Дадиља јој је додала јабуку и она је прочитала текст наглас, али је бацила јабуку. Међутим, богиња је чула ове речи девојке, што је Аконтије и желео. Он је отишао кући, даље не предузимајући никакве кораке. Када је Кидипин отац одлучио да уда кћерку за другог момка, она се разболела пре него што је брачна церемонија отпочела. То се понављало чак три пута. Аконтије је чуо за дешавања и пожурио до Атине и делфског пророчишта, које је консултовао и девојчин отац. Објашњење је било да Дијана болешћу кажњава девојку због кривоклетства. Девојка је препричала целу аферу својој мајци, а отац је једино могао да је уда за Аконтија. Ова прича се приписује Овидију и Аристенету, а појављује се у фрагментима античке поезије, посебно Калимаха, који је написао песму насловљену као „Кидипа“. Ову причу са неким модификацијама је написао и Антонин Либерал о Атињанину Хермократу и Ктесили.[5]